# Polia surgens
Polia surgens là một loài bướm đêm trong họ Noctuidae.